# Campeonato Mundial de Baloncesto Femenino de 1967
El V Campeonato Mundial de Baloncesto Femenino se celebró en Checoslovaquia entre el 15 y el 22 de abril de 1967, bajo la organización de la Federación Internacional de Baloncesto (FIBA) y la Federación Checoslovaca de Baloncesto.
Un total de once selecciones nacionales de cuatro confederaciones continentales compitieron por el título de campeón mundial, cuyo anterior portador era el equipo de la Unión Soviética, vencedor del Mundial de 1964. 
La medalla de oro fue para la selección de la Unión Soviética, la plata para Corea del Sur y el bronce para las anfitrionas.

## Organización

### Sedes
| Grupo      | Ciudad     | Instalación |
| ---------- | ---------- | ----------- |
| A          | Brno       |             |
| B          | Bratislava |             |
| C          | Gottwaldov |             |
| Fase final | Praga      |             |

### Grupos
| Grupo A        | Grupo B        | Grupo C  |
| -------------- | -------------- | -------- |
| URSS           | Checoslovaquia | RDA      |
| Estados Unidos | Italia         | Japón    |
| Yugoslavia     | Corea del Sur  | Brasil   |
| Australia      | Cuba           | Bulgaria |

1. ↑  Selección clasificada que finalmente decidió no participar.

## Primera fase

### Grupo A
| Equipo         | J | G | P | PF  | PC  | DP   | PTS |
| -------------- | - | - | - | --- | --- | ---- | --- |
| URSS           | 3 | 3 | 0 | 229 | 122 | +107 | 6   |
| Yugoslavia     | 3 | 2 | 1 | 169 | 184 | -15  | 5   |
| Estados Unidos | 3 | 1 | 2 | 122 | 167 | -45  | 4   |
| Australia      | 3 | 0 | 3 | 133 | 180 | -47  | 3   |

- Resultados

| Fecha | Partido¹       | Partido¹ | Partido¹       | Resultado |
| ----- | -------------- | -------- | -------------- | --------- |
| 15.04 | Estados Unidos | -        | Australia      | 42-38     |
| 15.04 | URSS           | -        | Yugoslavia     | 83-48     |
| 16.04 | Australia      | -        | Yugoslavia     | 58-63     |
| 16.04 | Estados Unidos | -        | URSS           | 31-71     |
| 17.04 | URSS           | -        | Australia      | 75-37     |
| 17.04 | Yugoslavia     | -        | Estados Unidos | 58-43     |

- (¹) – Todos en Brno.

### Grupo B
| Equipo         | J | G | P | PF  | PC  | DP  | PTS |
| -------------- | - | - | - | --- | --- | --- | --- |
| Corea del Sur  | 2 | 2 | 0 | 143 | 122 | +21 | 4   |
| Checoslovaquia | 2 | 1 | 1 | 107 | 106 | +1  | 3   |
| Italia         | 2 | 0 | 2 | 95  | 117 | -22 | 2   |

- Resultados

| Fecha | Partido¹       | Partido¹ | Partido¹       | Resultado |
| ----- | -------------- | -------- | -------------- | --------- |
| 15.04 | Corea del Sur  | -        | Italia         | 76-56     |
| 16.04 | Checoslovaquia | -        | Italia         | 41-39     |
| 17.04 | Corea del Sur  | -        | Checoslovaquia | 67-66     |

- (¹) – Todos en Bratislava.

### Grupo C
| Equipo   | J | G | P | PF  | PC  | DP  | PTS |
| -------- | - | - | - | --- | --- | --- | --- |
| RDA      | 3 | 3 | 0 | 161 | 152 | +9  | 6   |
| Japón    | 3 | 2 | 1 | 156 | 146 | +10 | 5   |
| Bulgaria | 3 | 1 | 2 | 167 | 172 | -15 | 4   |
| Brasil   | 3 | 0 | 3 | 178 | 193 | -14 | 3   |

- Resultados

| Fecha | Partido¹ | Partido¹ | Partido¹ | Resultado |
| ----- | -------- | -------- | -------- | --------- |
| 15.04 | Brasil   | -        | Japón    | 63-67     |
| 15.04 | Bulgaria | -        | RDA      | 58-62     |
| 16.04 | Japón    | -        | RDA      | 35-39     |
| 16.04 | Brasil   | -        | Bulgaria | 56-65     |
| 17.04 | Bulgaria | -        | Japón    | 44-54     |
| 17.04 | RDA      | -        | Brasil   | 60-59     |

- (¹) – Todos en Gottwaldov.

## Fase final
Clasifican los dos mejores equipos de cada grupo que luchan en un grupo de seis por las medallas.
| Equipo         | J | G | P | PF  | PC  | DP   | PTS |
| -------------- | - | - | - | --- | --- | ---- | --- |
| URSS           | 5 | 5 | 0 | 371 | 259 | +112 | 10  |
| Corea del Sur  | 5 | 4 | 1 | 340 | 339 | +1   | 9   |
| Checoslovaquia | 5 | 3 | 2 | 315 | 263 | +52  | 8   |
| RDA            | 5 | 2 | 3 | 277 | 296 | -19  | 7   |
| Japón          | 5 | 1 | 4 | 250 | 309 | -59  | 6   |
| Yugoslavia     | 5 | 0 | 5 | 269 | 356 | -87  | 5   |

- Resultados

| Fecha | Partido¹       | Partido¹ | Partido¹       | Resultado |
| ----- | -------------- | -------- | -------------- | --------- |
| 19.04 | Corea del Sur  | -        | RDA            | 64-59     |
| 19.04 | Yugoslavia     | -        | Checoslovaquia | 35-69     |
| 19.04 | URSS           | -        | Japón          | 57-42     |
| 20.04 | RDA            | -        | Yugoslavia     | 58-51     |
| 20.04 | Checoslovaquia | -        | URSS           | 52-62     |
| 20.04 | Japón          | -        | Corea del Sur  | 60-81     |
| 21.04 | Yugoslavia     | -        | Japón          | 64-68     |
| 21.04 | Checoslovaquia | -        | RDA            | 60-54     |
| 21.04 | URSS           | -        | Corea del Sur  | 83-50     |
| 22.04 | Corea del Sur  | -        | Yugoslavia     | 78-71     |
| 22.04 | RDA            | -        | URSS           | 67-86     |
| 22.04 | Japón          | -        | Checoslovaquia | 45-68     |

- (¹) – Todos en Praga.

## Medallero
| URSS | Corea del Sur | Checoslovaquia |

## Plantilla del equipo ganador
- Unión Soviética:

Nina Poznanskaja, Tamara Pyrkova, Inesa Kysel'ova, Ravilja Salimova, Raisa Michajlova, Ljudmila Kukanova, Feodora Orel, Skaidrīte Smildziņa, Alisa Antipina, Silvija Ravdone, Nelli Čijanova, Serafima Eremkina. Seleccionador:  Lidija Alekseeva

## Estadísticas

### Clasificación general
| 1. URSS            |
| 2. Corea del Sur   |
| 3. Checoslovaquia  |
| 4. RDA             |
| 5. Japón           |
| 6. Yugoslavia      |
| 7. Bulgaria        |
| 8. Brasil          |
| 9. Italia          |
| 10. Australia      |
| 11. Estados Unidos |

### Máxima anotadora
| N.º | Jugadora           | País          | Puntos |
| --- | ------------------ | ------------- | ------ |
| 1   | Nilda Garcia       | Brasil        | 130    |
| 2   | Jean Forster       | Australia     | 127    |
| 3   | Nitsa Borisova     | Bulgaria      | 125    |
| 4   | Park Shin-Ja       | Corea del Sur | 115    |
| 5   | Ravilia Prokopenko | URSS          | 114    |

Fuente: 

### Equipo más anotador
| N.º | Equipo        | Puntos |
| --- | ------------- | ------ |
| 1   | URSS          | 517    |
| 2   | Corea del Sur | 416    |
| 3   | RDA           | 399    |
| 4   | Yugoslavia    | 390    |
| 5   | Japón         | 371    |

Fuente: 